# Schönau (Rottal)
Schönau ist eine Gemeinde im niederbayerischen Landkreis Rottal-Inn.

## Geografie

### Geografische Lage
Die Gemeinde liegt in der Region Landshut inmitten der typisch niederbayerischen Hügellandschaft abseits großer Verkehrswege. Die Ortschaft Schönau befindet sich etwa elf Kilometer nordwestlich der Kreisstadt Pfarrkirchen, zwölf Kilometer nordöstlich von Eggenfelden, 30 km südlich von Landau sowie 35 km südwestlich von Vilshofen. Die nächstgelegene Bahnstation ist der zehn Kilometer entfernte Haltepunkt Hebertsfelden an der Bahnstrecke Passau–Neumarkt-Sankt Veit.

### Gemeindegliederung
Es gibt 53 Gemeindeteile:
- Aicha
- Aign
- Anderlöd
- Attenberg
- Bachham
- Bergham
- Brandlöd
- Bruck
- Dirnberg
- Drahtholzen
- Eggmühl
- Eichhorn
- Fiding
- Figling
- Fünfeich
- Gaisenhausen
- Gaishausen
- Gaisirlach
- Götzing
- Haselbach
- Hastetten
- Haunprechting
- Heidelsberg
- Heiligenberg
- Hocheck
- Höhenberg
- Holz
- Hopfenwiesen
- Hurm
- Imming
- Kammerhub
- Kleinmünchen
- Kohlmannsöd
- Marschalling
- Oberzeitlarn
- Ortprechting
- Peterskirchen
- Pfaffing
- Pitzing
- Pledorf
- Ritzlhub
- Schachten
- Schlottham
- Schönau
- Stadl
- Stetten
- Unterhöft
- Unterzeitlarn
- Voglsam
- Wammering
- Wehenöd
- Weichselbaum
- Weihern

Es gibt die Gemarkungen Schönau, Unterzeitlarn und Unterhöft.

## Geschichte

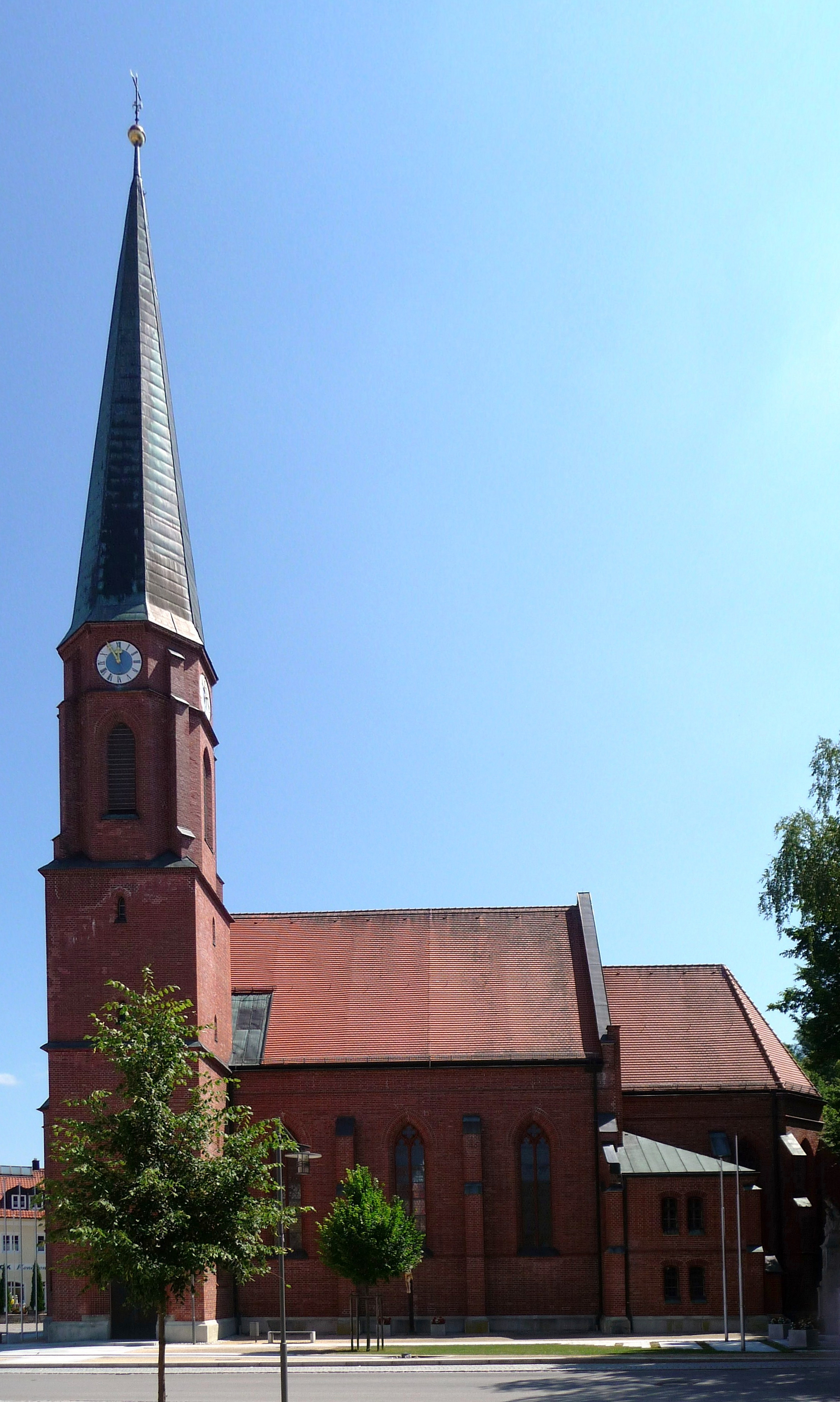
Die Pfarrkirche St. Stephanus

### Bis zum 19. Jahrhundert
Schönau gehörte den Freiherrn Riederer von Paar. Der Ort war Teil des Kurfürstentums Bayern und bildete eine geschlossene Hofmark, deren Sitz Schönau war. Im Zuge der Verwaltungsreformen in Bayern entstanden mit dem Gemeindeedikt von 1818 die Gemeinden Schönau I und Schönau II. Schönau I umfasste die Orte Schönau, Attenberg und Hastetten, Schönau II die Orte Aicha (den Gemeindesitz von Schönau II), Aign, Eggmühl, Fiding, Figling, Haselbach, Hastetten, Haunprechting, Holz, Hurm, Kaltenbrunn, Ortprechting und Schachten. Das freiherrlich von Riederer’sche Patrimonialgericht Schönau bestand bis zur Revolution 1848/1849 in Deutschland.

### Eingemeindungen
Die Gemeinde Schönau entstand am 1. Januar 1972 durch den Zusammenschluss der vorher selbständigen Gemeinden Schönau I, Schönau II und Unterzeitlarn (bis zum 29. Januar 1952 Peterskirchen II) sowie Gebietsteilen von Unterhöft.

### Einwohnerentwicklung
Zwischen 1988 und 2018 wuchs die Gemeinde von 1564 auf 1935 um 371 Einwohner bzw. um 23,7 %.
- 1961: 1661 Einwohner, davon 530 aus Schönau I, 176 aus Schönau II, 453 aus Unterzeitlarn und 502 aus Unterhöft
- 1970: 1565 Einwohner, davon 524 aus Schönau I, 170 aus Schönau II, 425 aus Unterzeitlarn und 446 aus Unterhöft
- 1987: 1540 Einwohner
- 1991: 1701 Einwohner
- 1995: 1797 Einwohner
- 2000: 1942 Einwohner
- 2005: 2038 Einwohner
- 2010: 1972 Einwohner
- 2015: 1973 Einwohner

## Politik

### Gemeinderat
Die Gemeinderatswahl 2020 erbrachte folgende Sitzverteilung:
- Christlich Freie Wählergemeinschaft (CFWG): 5 Sitze
- CSU/Parteifreie: 4 Sitze
- SPD: 3 Sitze

### Bürgermeister
Erster Bürgermeister ist Robert Putz (CFWG). Dieser wurde im Jahr 2014 Nachfolger von Edigna Keneder (CSU/Parteifreie).

### Wappen

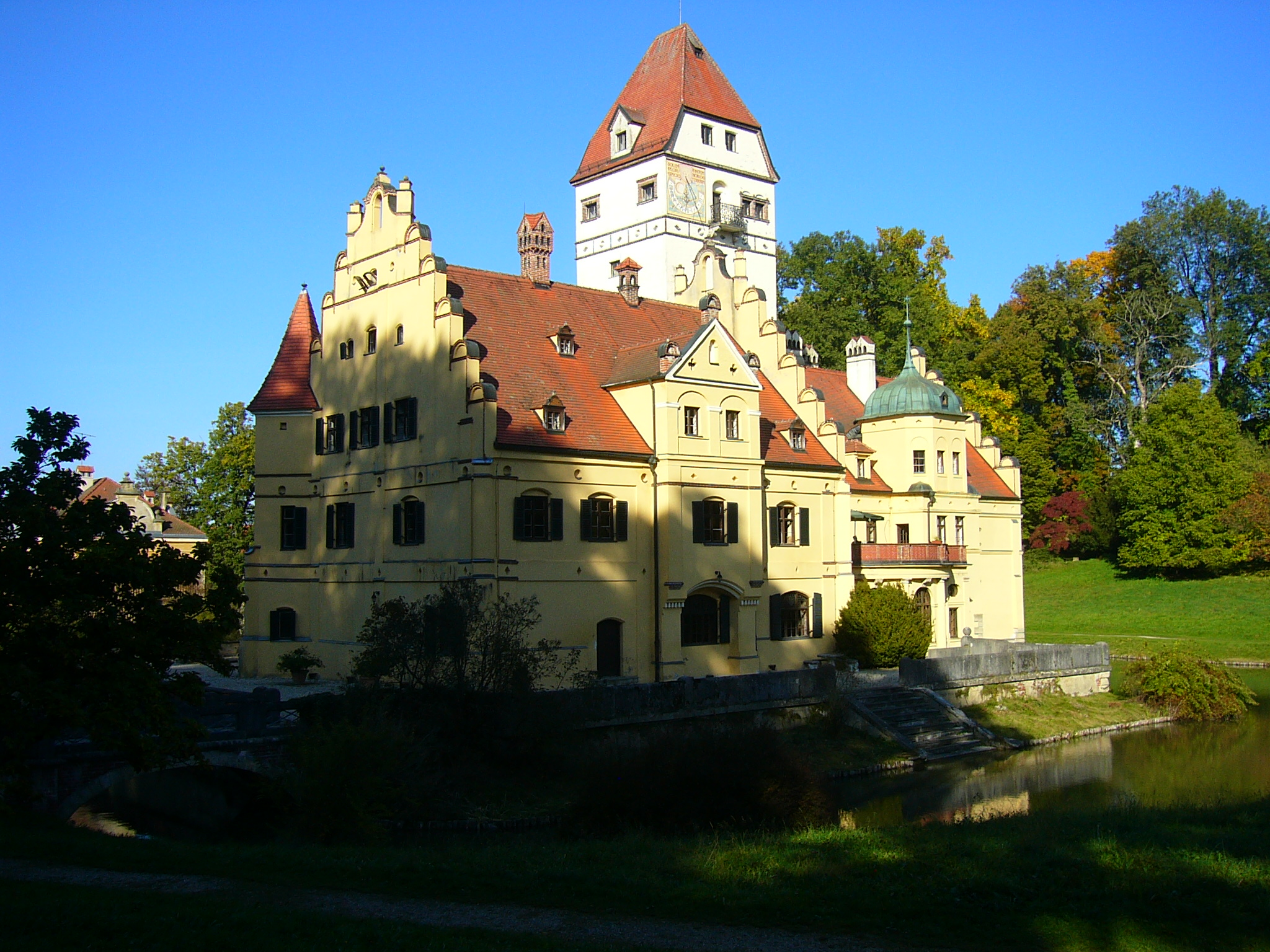
Wasserschloss Schönau (Frontansicht)

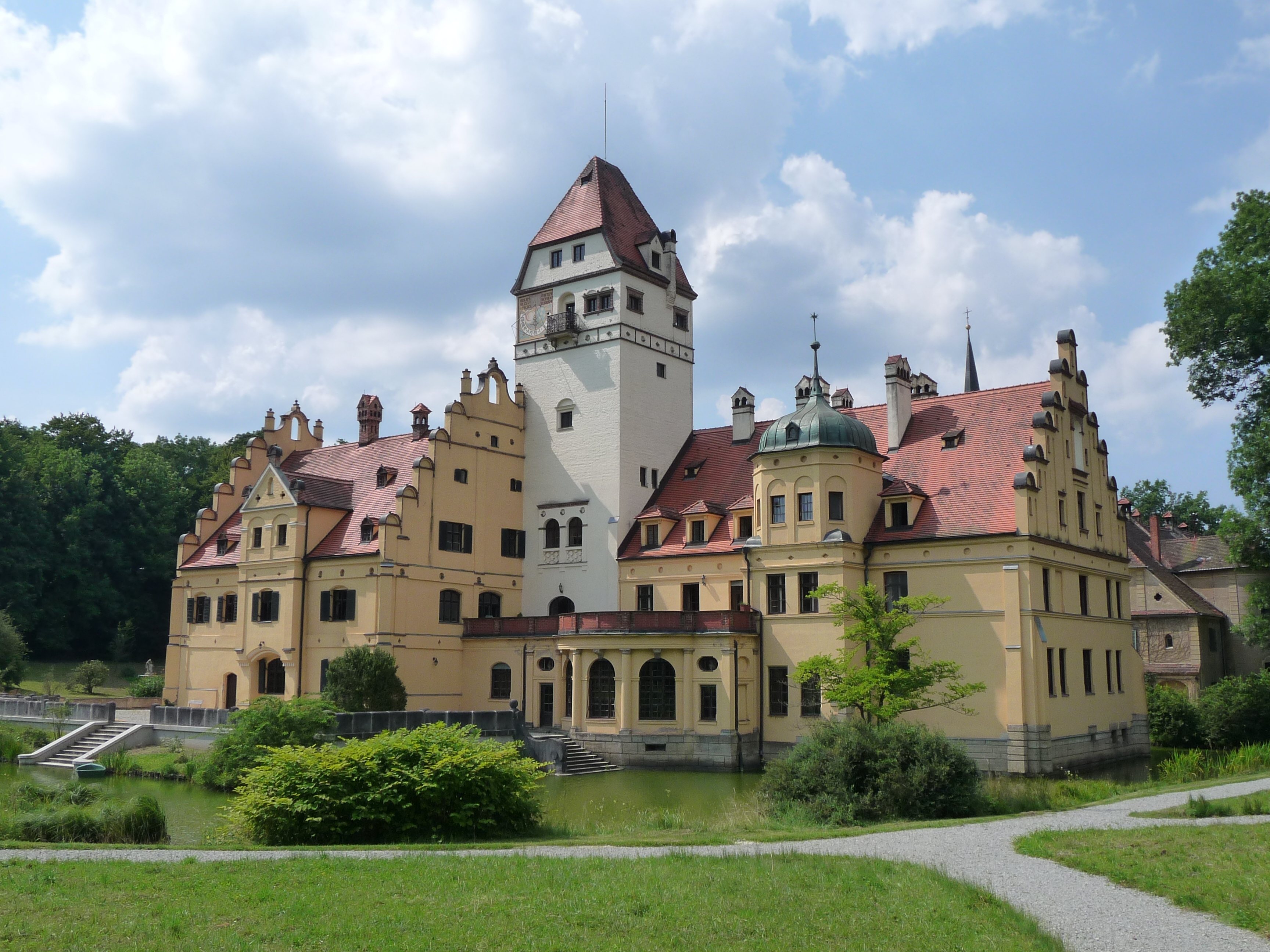
Wasserschloss Schönau, Ansicht von hinten

| Wappen von Schönau | Blasonierung: „Gespalten von Silber und Blau; vorne ein nach links gewendeter schwarzer Einhornrumpf, hinten fünf, zwei zu eins zu zwei gestellte, fünfstrahlige goldene Sterne.“ |
| Wappen von Schönau | |

## Kultur und Sehenswürdigkeiten
- Wasserschloss Schönau: Ein mittelalterliches Wasserschloss, das 1899–1900 durch Gabriel von Seidl umgebaut wurde. Der Schlosspark wurde 1870 nach Entwürfen von Carl von Effner angelegt.
- Die neugotische einschiffige Pfarrkirche St. Stephan wurde in den Jahren 1890/1891 nach Plänen von Johann Baptist Schott errichtet. Vom spätgotischen Vorgängerbau blieb nur der als Seitenkapelle auf der Ostseite integrierte Chor erhalten. Der Barock-Altar entstand ungefähr 1680 und zeigt lebensgroße Schnitzfiguren des hl. Josef und des hl. Georg sowie auf dem Altarblatt die Steinigung des hl. Stephanus.

## Wirtschaft und Infrastruktur

### Wirtschaft einschließlich Land- und Forstwirtschaft
1998 gab es nach der amtlichen Statistik im Bereich der Land- und Forstwirtschaft 13, im produzierenden Gewerbe 33 und im Bereich Handel und Verkehr 17 sozialversicherungspflichtig Beschäftigte am Arbeitsort. In sonstigen Wirtschaftsbereichen waren am Arbeitsort 42 Personen sozialversicherungspflichtig beschäftigt. Sozialversicherungspflichtig Beschäftigte am Wohnort gab es insgesamt 594. Im verarbeitenden Gewerbe gab es einen Betrieb, im Bauhauptgewerbe zwei Betriebe. Zudem bestanden im Jahr 1999 101 landwirtschaftliche Betriebe mit einer landwirtschaftlich genutzten Fläche von 2288 ha, davon waren 1683 ha Ackerfläche und 603 ha Dauergrünfläche.
Von einst mehreren Schenken und Gasthäusern ist noch das alte Gasthaus Oberwirt verblieben. Neben der Kirche ist ein neues Café entstanden.
Innerhalb des Gemeindegebiets – in drei Kilometer Entfernung vom Hauptort – wurde das Freizeitzentrum Voglsam errichtet. Dort werden vielfältige Aktivitäten angeboten, u. a. Mini- und Swingolf, Kart- und Ballonfahren, Trampolinspringen und Rodeln.

### Bildung
1999 gab es folgende Einrichtungen:
- Kindergärten: 50 Kindergartenplätze mit 71 Kindern
- Volksschulen: eine mit sieben Lehrern und 177 Schülern

## Persönlichkeiten
- Franz Joseph Aufschläger (1812–1877), römisch-katholischer Geistlicher und Politiker
- Ludwig Mitterer (1883–1943), römisch-katholischer Geistlicher, NS-Opfer